# Atahualpa
Cet article concerne l'empereur inca. Pour le musicien, voir Atahualpa Yupanqui. Pour la province bolivienne, voir Province d'Atahuallpa.

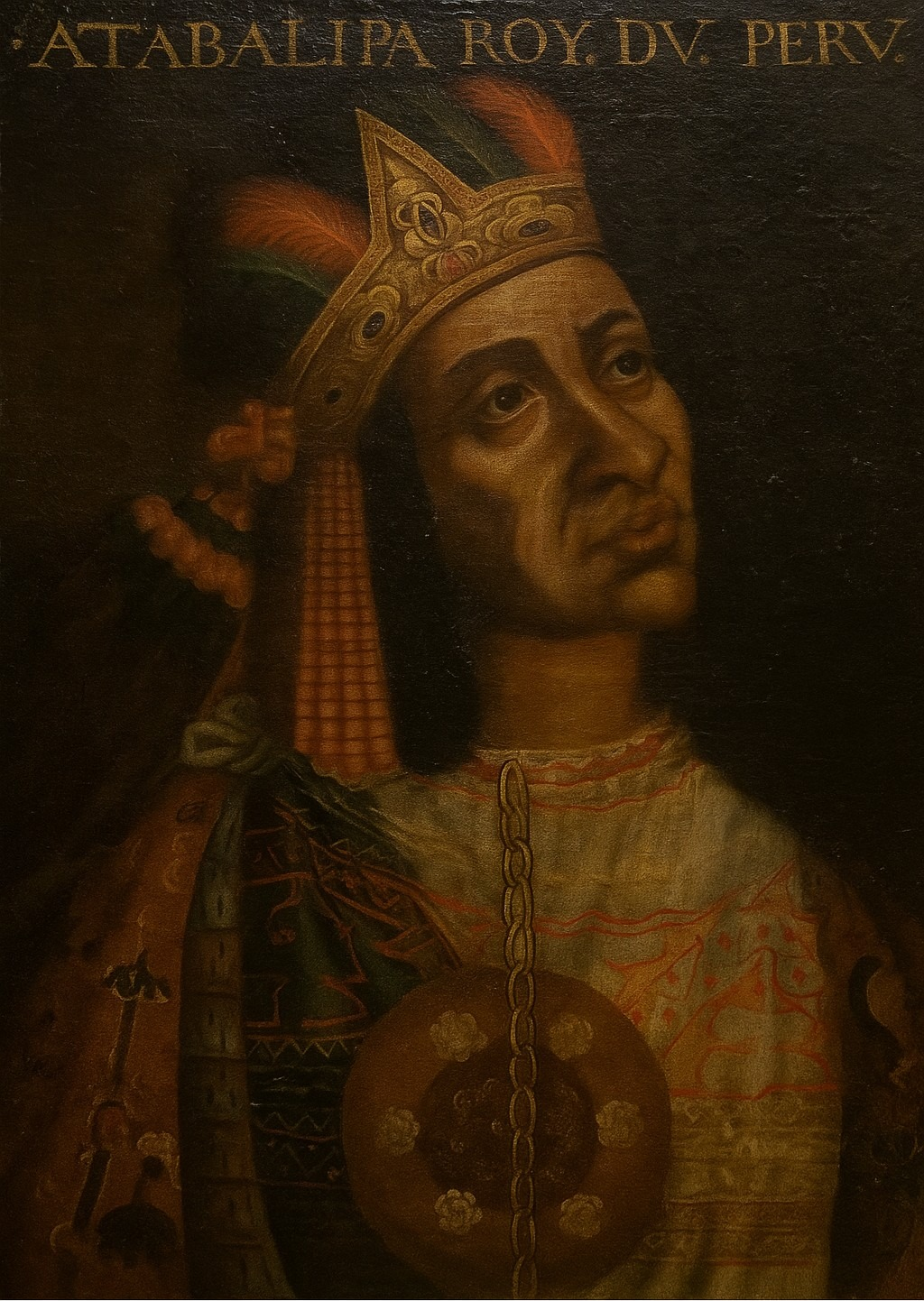
Atabalipa Roy Du Peru, huile sur toile du XVIIe siècle. MuNa, Quito.

Atahualpa (ou Atabalipa — prononciation espagnole ancienne — Atabalica, ou Atawallpa — en quechua, le mot vient d’Ataw-wallpa, ce qui signifie « l’oiseau de la fortune »,), né vers 1500 et mort le 26 juillet 1533, est le dernier empereur de l'Empire inca indépendant. D'abord implanté dans la partie nord du royaume, une région dont les principales villes sont à l'époque Quito et Tomebamba, il s'empare du trône impérial de Cuzco après sa victoire lors de la guerre fratricide qui l'oppose à son demi-frère Huascar pour le pouvoir après la mort de leur père, l'empereur Huayna Capac. Sa victoire coïncide toutefois avec l'arrivée au Pérou des conquistadors espagnols.
En route pour Cuzco pour être couronné, Atahualpa reçoit la visite d'une expédition espagnole sous le commandement de Francisco Pizarro. Par la suite, Pizarro le capture au moyen d'une ruse le 16 novembre 1532. Atahualpa offre de payer une énorme rançon en échange de sa liberté. Pizarro accepte son offre mais les Espagnols, craignant une attaque indigène, décident de se débarrasser de l'empereur. Après avoir reçu la rançon, les Espagnols l'accusent de trahison, de complot contre la couronne espagnole et d'être à l'origine de l'assassinat de son frère Huascar. L'empereur est condamné à mort et exécuté par étranglement.

## Naissance
Il y a des incertitudes concernant le lieu de naissance et la mère d’Atahualpa. Il est probablement né au début du XVIe siècle, vers 1502,. Il y a désaccord sur son lieu de naissance et sur son origine.
Le chroniqueur espagnol Pedro Cieza de León affirme, à la suite de ses enquêtes auprès de la noblesse inca, qu’Atahualpa est né à Cuzco et que sa mère est Tuto Palla, également appelée Túpac Palla, une « indienne Quilaco ». Ce gentilé pourrait faire référence à un groupe ethnique dans la province de Quito et indiquerait qu’elle est une concubine appartenant à la noblesse régionale. Cependant plus tard Cieza de León réfute la version qui dit qu’Atahualpa est né à Quito ou Caranqui et que sa mère est une femme de Quito, puisque Quito est une province de l’Empire inca quand Atahualpa est né. Ainsi leurs seuls rois et seigneurs sont les incas.
D’après Juan de Betanzos, Atahualpa est né à Cuzco et sa mère est une ñusta (princesse inca) de Cuzco venant du lignage « d’Inga Yupangue », c’est-à-dire de Pachacutec.
Au XVIIIe siècle le prêtre Juan de Velasco, se basant sur une œuvre perdue de Marcos de Niza dont l’existence n’est pas confirmée, compile des informations sur le royaume de Quito, dont l’existence n’est pas confirmée non plus. D’après de Velasco le royaume de Quito est composé du peuple Shyris ou Scyris et est détruit au moment de la conquête inca. Son œuvre contient une liste des rois de Quito, le dernier desquels, Cacha Duchicela, aurait été le kuraka (seigneur) vaincu par Huayna Capac. Paccha, la fille de Cacha Duchicela, aurait alors épousé Huayna Capac, et de cette union serait né Atahualpa. Plusieurs historiens, tels que Raúl Porras Barrenechea et Jacinto Jijón y Caamaño, rejettent cette version à cause du manque de preuves historiques et archéologiques,.
La majorité des historiens au Pérou maintiennent que, du moins si l’on suit les chroniques les plus fiables (Cieza de León, Sarmiento de Gamboa et Juan de Betanzos; dont les informations sont basées sur les témoignages de la noblesse inca), Atahualpa est né à Cuzco et sa mère est une princesse inca. Ces historiens considèrent que le camp de Huascar invente l’origine quiténienne d’Atahualpa pour le montrer comme un bâtard auprès des Espagnols. Ils estiment également que les chroniqueurs interprètent la division de l’Empire entre les deux fils de Huayna Capac (Huascar, le fils aîné et l’héritier légitime, Atahualpa, le bâtard et l’usurpateur) selon leur conception européenne et médiévale des mœurs. D’après María Rostworowski, cette conception ne correspond pas à la réalité puisque le droit au trône inca ne dépend pas de la primogéniture ou de l’ascendance paternelle (le fils de la sœur du souverain peut également être héritier) mais dépend des capacités militaires et administratives.
Les historiens équatoriens ont des opinions contradictoires :
- D’après Hugo Burgos Guevara, le fait que Túpac Yupanqui soit né à Vilcashuaman et que son fils Huayna Capac soit né à Tomebamba semble indiquer qu’Atahualpa est né à Quito dans le cadre d’une politique expansionniste.
- D’autres historiens équatoriens comme Enrique Ayala Mora considèrent qu’Atahualpa est né à Caranqui, dans l’actuelle province d’Imbabura en Équateur. Il se basent sur les chroniques de Fernando de Montesinos et de Pedro Cieza de León, même si ce dernier mentionne cette version pour la réfuter en faveur de celle de Cuzco[18].
- Tamara Estupiñan Viteri, une historienne qui publie des œuvres sur Atahualpa et son entourage, maintient qu’il est né à Cuzco[19].

## Un avènement difficile
Huayna Capac passe dix années de son règne à conquérir et stabiliser les régions d'Équateur, en révolte contre l'Inca, accompagné d'un large appareil militaire et administratif, dont font partie ses fils Atahualpa et Ninan Cuyochi, tandis que Cuzco est sous la gouvernance de quatre officier, dont Huascar, à l'époque encore Topa Cusi Hualpa.
Vers la fin du règne de Huayna Capac une épidémie fait rage dans les terres du nord et réduit fortement la population. Huayna Capac, touché par la maladie, nomme, depuis sa retraite à Tomebamba, son fils Ninan Cuyochi successeur. Un groupe de nobles incas est alors envoyé à Cuzco pour informer Ninan Cuyochi. D'après le chroniqueur espagnol Pedro Sarmiento de Gamboa, il change son choix peu après en faveur de Huascar. Mais les augures pour ce dernier sont négatives et le prêtre en charge retourne à Tomebamba pour que le souverain puisse faire un nouveau choix. Cependant le Huayna Capac est déjà mort à l’arrivée du prêtre. Dans le même temps le groupe de nobles incas apprend la mort de Ninan Cuyochi.
Huascar est alors élu Sapa Inca en l’absence du souverain et de son successeur. Cependant au nord Atahualpa jouit d’une grande réputation auprès des peuples des environs de Quito et de l’armée stationnée à Quito. De plus Huascar se fait impopulaire auprès des panacas (lignages) incas. Selon l'historien français Henri Favre, directeur de recherche émérite du CNRS, le fait que Huascar appartient au panaca (lignage) de Tupac Yupanqui, lequel se situe selon lui dans la moitié Hurin, c’est-à-dire basse, de Cuzco, et qu’Atahualpa appartient au panaca de Pachacutec, situé dans la moitié Hanan, ou haute, de la ville, semble indiquer un conflit non seulement entre les deux frères mais entre les deux moitiés de Cuzco.
Après de longs mois durant lesquels les deux frères se sont consolidés dans leurs positions, c'est Huascar qui engage les hostilités en faisant exécuter des parents d'Atahualpa, et en envoyant une armée vers le nord. Malgré le succès initial des armées de Huascar - les cuzquéniens parvinrent jusqu’aux abords de Quito - l'armée d'Atahualpa, dirigée par les sinchi (chefs de guerres) Quizquiz, Rumiñahui, et Chalcuchimac, organise une contre-attaque en reprenant Tomebamba et en conquérant Cajamarca, et s'apprête à fondre sur Jauja, depuis le plateau de Bombon. Atahualpa semble pouvoir devenir le 13e empereur inca du Tahuantinsuyu (l'Empire inca). Il reçoit alors la nouvelle de l'arrivée d'étranges individus blancs et barbus sur les côtes de Tumbes. Cependant les incas savent déjà de l’arrivée des espagnols, puisque, quelques années auparavant, Francisco Pizarro est arrivé au même endroit, Tumbes, pour connaître les lieux. Ils étaient alors étroitement surveillés par les autorités impériales incas. La faction de Huascar voit favorablement le débarquement espagnol dans la zone d'influence de leurs ennemis, certains l’interprétant comme une intervention divine en leur faveur.

## L'arrivée des conquistadors

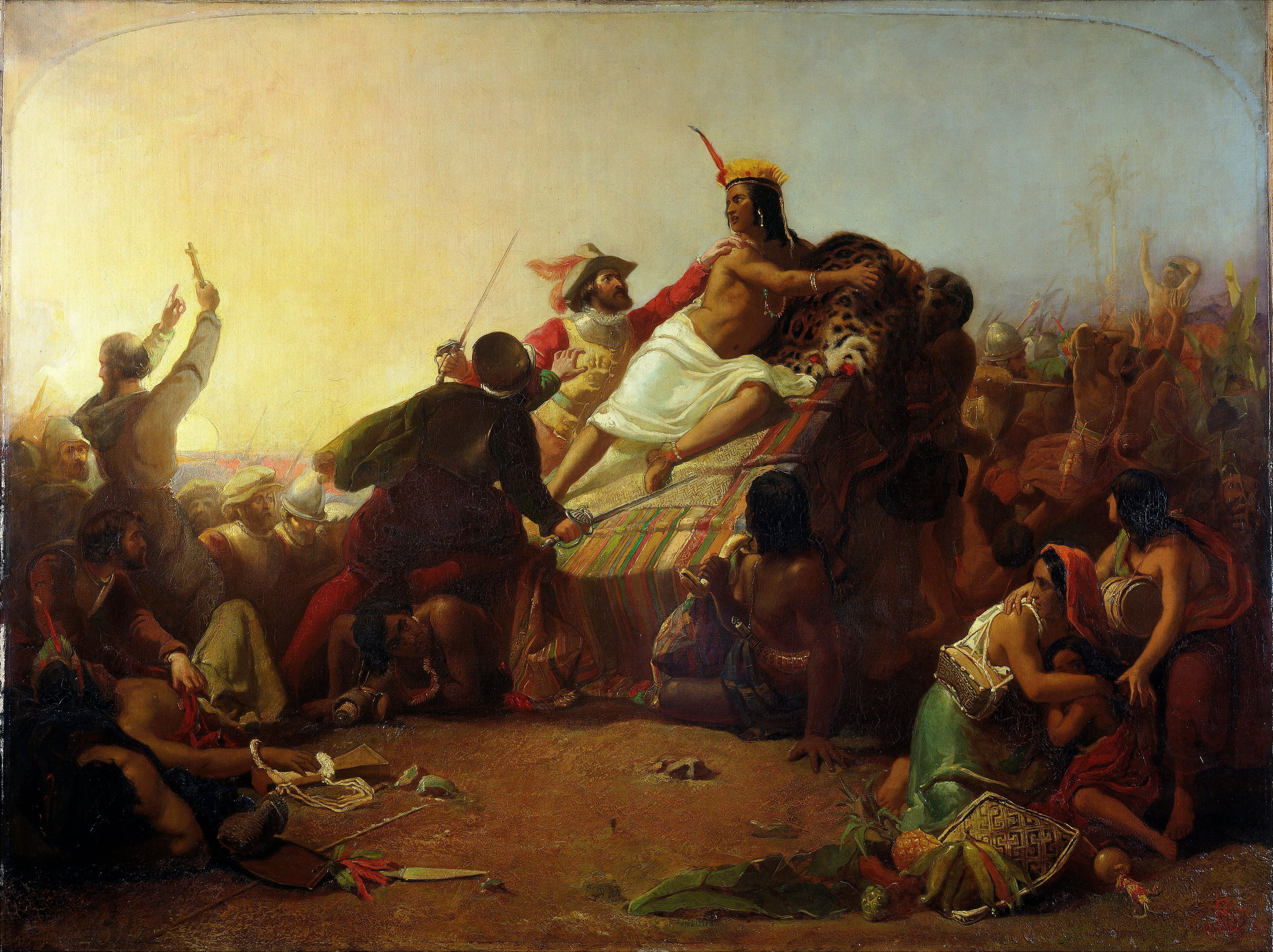
Capture d'Atahualpa par Francisco Pizarro.

Le 16 novembre 1532, après quelques pourparlers, Atahualpa est invité par le conquistador espagnol Francisco Pizarro, dans le village de Cajamarca, au nord de l'actuel Pérou qui le fait prisonnier, afin de réclamer une rançon.
Pendant sa détention, Atahualpa reçoit des nouvelles de ses armées : son frère Huascar est fait prisonnier et est enfermé au Sacsahuaman. Atahualpa, qui semble croire que les Espagnols vont le libérer, ordonne de faire exécuter son rival.

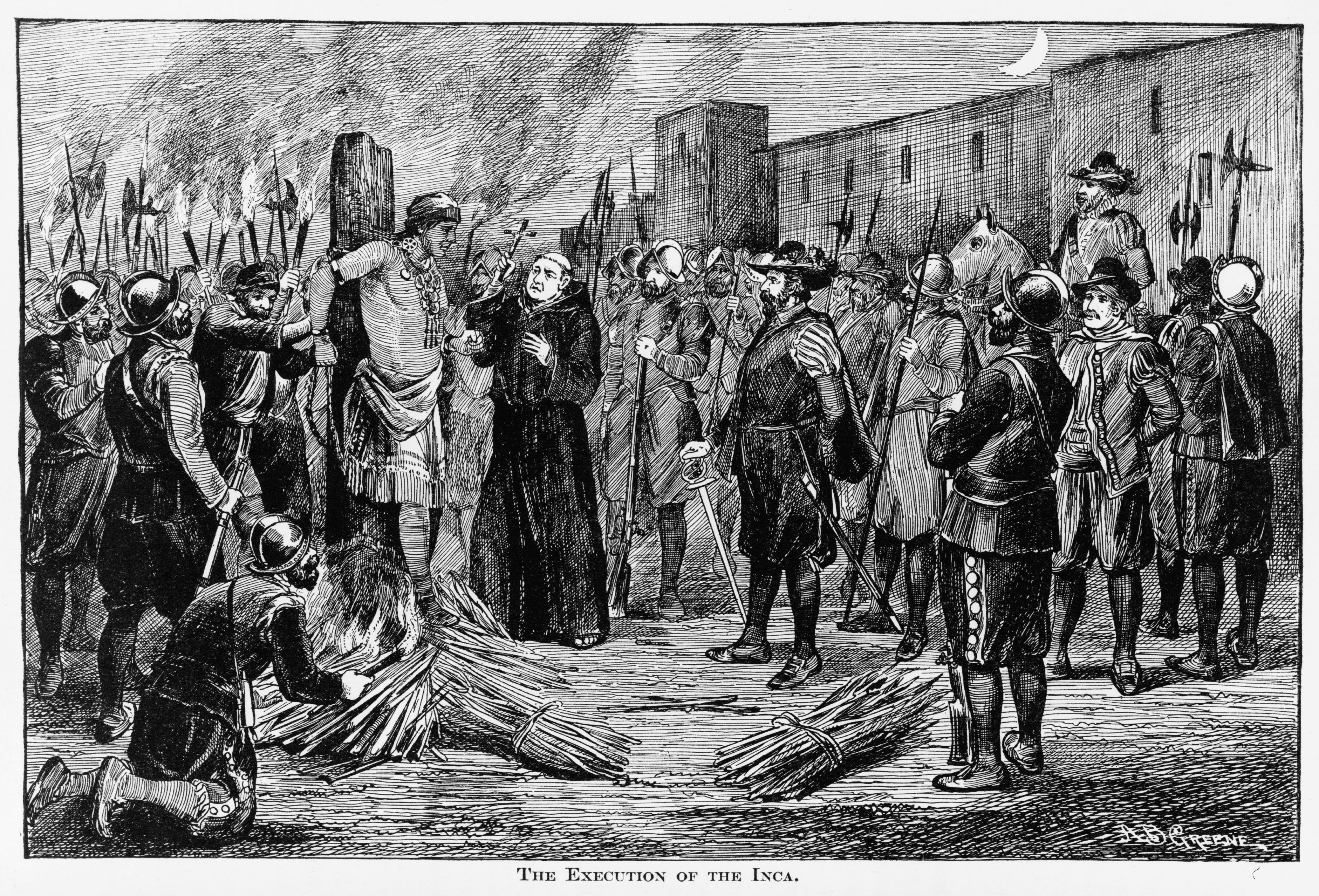
Exécution d'Atahualpa par le feu (illustration du XIXe siècle).

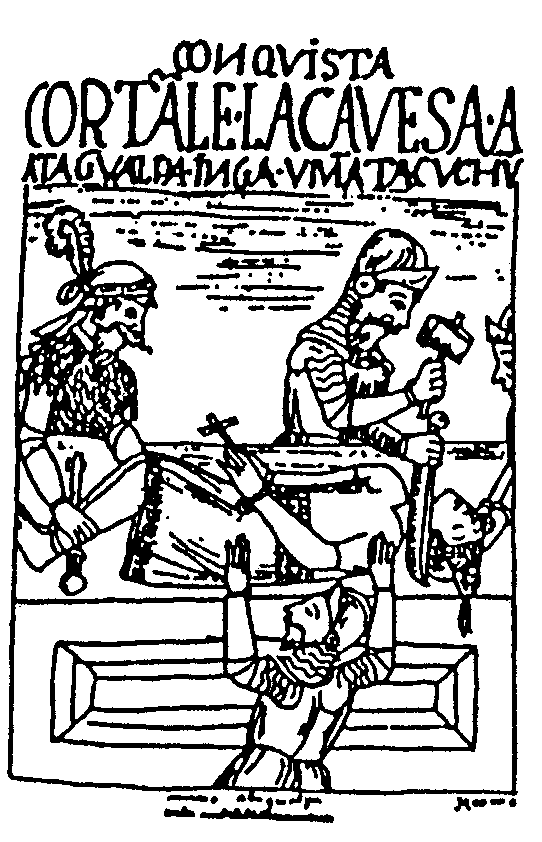
Mise à mort d'Atahualpa, 1533, Dessin de Waman Puma de Ayala.

Après versement de la rançon, les Espagnols, ayant pris la mesure de la puissance du prince en son royaume, commencent à penser que cet homme qui a tant de prestige et d'autorité sur son peuple finira tôt ou tard par reprendre le dessus sur eux. Les Espagnols les plus radicaux proposent d'exécuter le prince et de placer un empereur fantoche à sa place, lequel sera plus manipulable. Pizarro condamne Atahualpa à la suite d'un procès truqué. Le prince est donc condamné à être brûlé sur un bûcher. Horrifié, il se convertit au christianisme, qu'on lui avait présenté assorti d'une vie après la mort, pour être exécuté au garrot; ce qui eut lieu dans sa cellule le 26 juillet 1533.
L'Empire inca est anéanti. Les Espagnols poursuivront leur plan en plaçant sur le trône Manco Inca, aussi appelé Manco Capac II, qui, par la suite, mènera une grande rébellion.

## Conséquences de l’exécution

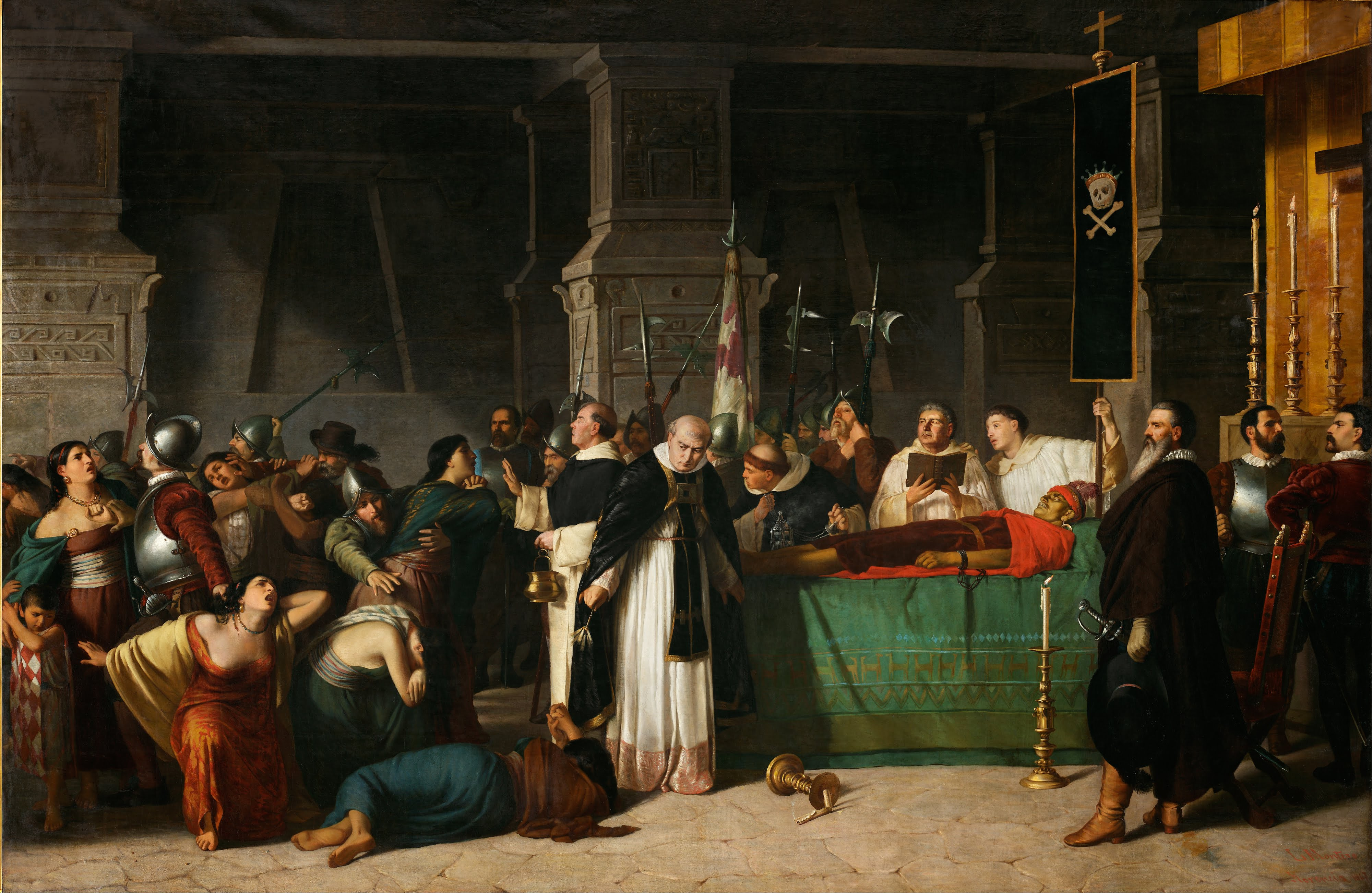
Funérailles d'Atahualpa.

Après l’exécution de l’empereur Atahualpa, l’Empire Inca est anéanti. Les Espagnols le remplacent par Manco Capac II (ou Manco Inca), demi-frère d'Atahualpa et d’Huascar. Initialement, le plan des Espagnols était de renverser l’empereur Atahualpa afin d’instaurer un monarque plutôt fantoche et plus facilement manipulable. Malgré cela, le nouvel empereur Manco Capac II s’est rebellé contre les conquistadors et réussit à renverser pendant quelque temps la puissance des Espagnols. Après la guerre de résistance, les conquistadors amplifient leur puissance militaire au Pérou et Manco Capac II sera finalement assassiné par le fils de Diego de Almagro.

## Le tombeau
L'historienne Tamara Estupiñán Viteri, chercheuse à l’Institut français d'études andines, est convaincue que la dépouille d'Atahualpa se trouve sur un site archéologique qui a été découvert dans la région de Sigchos, dans l’actuelle province de Cotopaxi en Équateur. Entre 2004 et 2010, Tamara Estupiñán Viteri y découvre les premiers vestiges, et à proximité, un lieu-dit appelé Machay qui signifie l’« endroit où repose le malqui » (« empereur » en quechua). Les ruines apparentes sont constituées d’un bassin, alimenté par des canaux, surmonté d’une plateforme ou d’un ushnu, une sorte d’oratoire solaire où pouvait s’asseoir l’Inca, et d’une place en forme de trapèze. Une campagne de fouilles a débuté en avril 2012,.

## Représentations

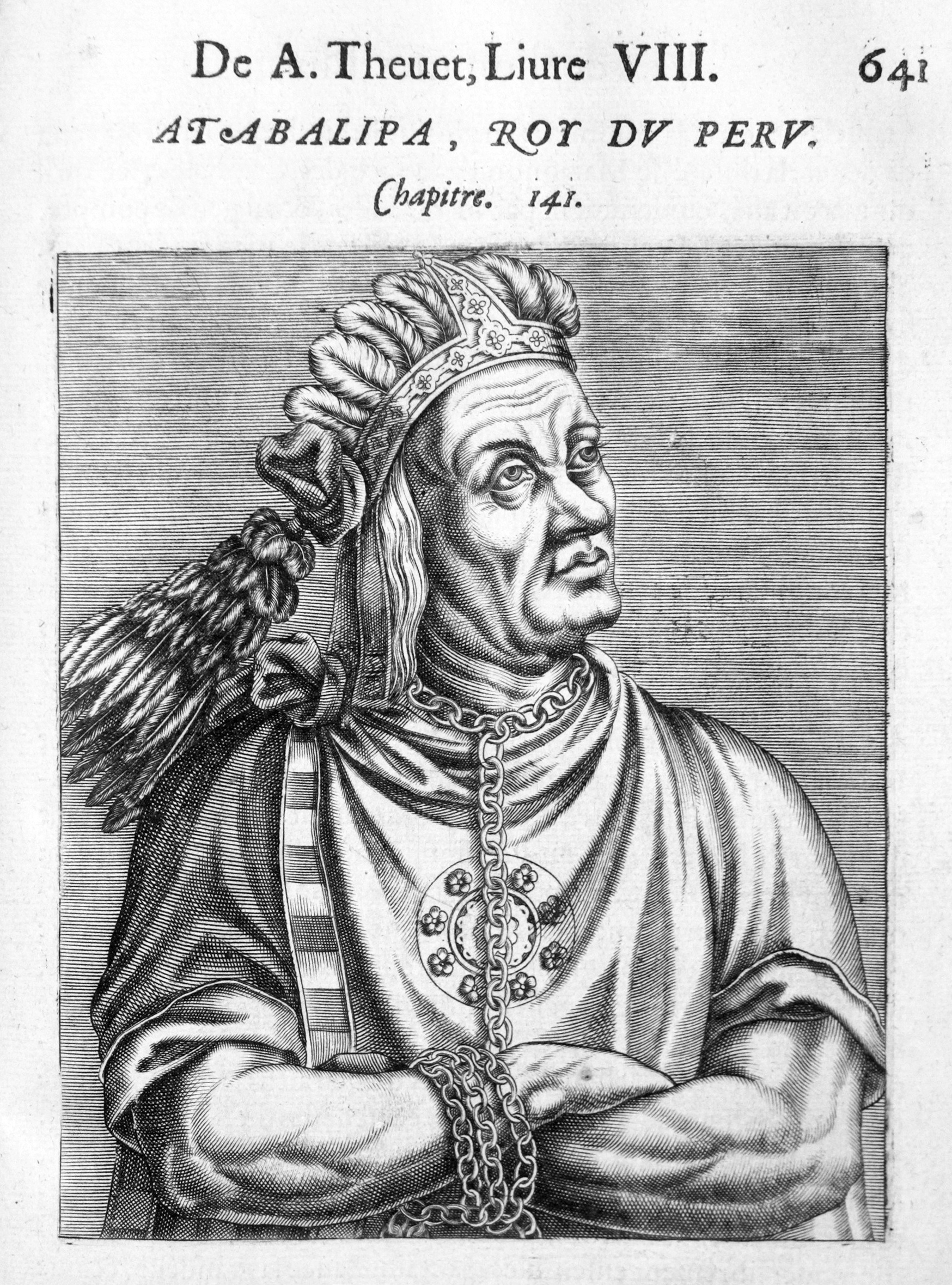
Portraits et Vies des Hommes Illustres, 1584.

Aux yeux de nombreux habitants des pays andins, le prince Atahualpa reste une figure historique très estimée en raison de l'aspect tragique de sa capture par les Espagnols.
Il est également souvent considéré comme le XIIIe et dernier empereur inca annoncé par la prophétie faite à l'époque de Tupac Yupanqui.
Par ailleurs la capture de l'empereur Atahualpa à Cajamarca fut l'objet d'un poème de Pablo Neruda : Las Agonías.
Atahualpa est le personnage principal du roman Civilizations (2019) écrit par l'auteur français Laurent Binet. Dans cette uchronie, où Portugais et Espagnols n'ont jamais débarqué sur les continents américains et où les Amérindiens ont appris des vikings la maîtrise du fer et développé des anticorps contre les maladies européennes, le chef inca traverse l'océan Atlantique pour débarquer avec ses soldats et sa cour en 1531 à Lisbonne. Il est aussi le personnage central du roman de Jacob Wissermann, L'or de Cajamalca.

## Descendance
Yma Sumac, née le 13 septembre 1922 et décédée le 1er novembre 2008 , est une chanteuse péruvienne qui est une descendante reconnue de l'empereur Atahualpa[réf. nécessaire].

## Légendes contemporaines
Une légende populaire raconte que le trésor d'Atahualpa, dissimulé pour éviter qu'il ne tombe entre les mains des conquistadors, serait maudit. Ce mythe, régulièrement évoqué dans la culture populaire, alimente encore aujourd’hui des récits de disparitions mystérieuses, de sortilèges et de malédictions.